# Lisman (Alabama)
Lisman é uma cidade  localizada no estado americano do Alabama, no Condado de Choctaw.

## Demografia
Segundo o censo americano de 2000, a sua população era de 653 habitantes.
Em 2006, foi estimada uma população de 595, um decréscimo de 58 (-8.9%).

## Geografia
De acordo com o United States Census Bureau, a localidade tem uma área de 6,6 km², sem área coberta por água. Lisman localiza-se a aproximadamente 62 m acima do nível do mar.

## Localidades na vizinhança
O diagrama seguinte representa as localidades num raio de 40 km ao redor de Lisman.